# Jan (Beber) z Oświęcimia
Jan (Beber) z Oświęcimia (ur. ok. 1420 w Oświęcimiu, zm. 1482 w Krakowie) – profesor Akademii Krakowskiej, jej rektor w latach 1479-1480, bibliofil.
O młodości Jana Bebera zachowało się niewiele informacji źródłowych. Wiadomo tylko na pewno, że był synem Mikołaja i pochodził z Oświęcimia. W 1449 uzyskał tytuł magistra sztuk wyzwolonych. Był profesorem teologii  i rektorem Akademii Krakowskiej. Posiadał bogatą bibliotekę złożoną z rękopisów i pierwodruków. Większość z nich przypisywano aż do połowy XX wieku Janowi (Piotrowiczowi) z Oświęcimia i Janowi (Sacranusowi) z Oświęcimia.
Na zbiory Bebera składały się m.in. słowniki: (Hugwicjusza z Pizy, św. Papiasza, Piotra Lombarda), dzieła filozoficzne: św. Alberta, św.Tomasza z Akwinu, Johna Wyclifa, komentarze Jakuba z Placencji do dzieł Arystotelesa, Jana Buridana, Alberta z Saksonii i innych), dzieła teologiczne (traktaty antyhusyckie), klasyczne (Cycerona, Owidiusza), humanistyczne (Guarin z Werony), prawnicze: (Justyniana, papieża Bonifacego VIII, Gracjana), medyczne: (Awicenny, Hipokratesa z Kos, Tomasza z Wrocławia i innych) i astrologiczne (Alkabicjusza, Klaudiusza Ptolemeusza i innych). Zakres treściowy księgozbioru, a zwłaszcza nie związane ze studiami Bebera kodeksy medyczne i astrologiczne (szczególnie ciekawy i cenny zbiór zawierający całokształt wiedzy ówczesnej z tych dziedzin, zakupiony m.in. po Andrzeju Grzymale z Poznania, a także dzieła prawnicze świadczą o miłośnictwie książek Bebera; wśród rękopisów jego biblioteki były kodeksy pergaminowe XIII-XIV w., niektóre ozdobne oraz wiele kodeksów papierowych z wieku XIV. Wśród kodeksów po A. Grzymale posiadał Beber papierowy kodeks medyczny z 1364–1368 związany z działalnością studium generale Kazimierza Wielkiego.
Jan Beber z Oświęcimia zmarł w 1482, prawdopodobnie w Krakowie. Bogaty księgozbiór po śmierci, a częściowo jeszcze za jego życia, trafił do bibliotek Akademii Krakowskiej, tylko jeden z inkunabułów dostał w dożywotnie użytkowanie Jan z Pilicy.